# Wenduine
Wenduine est une section de la commune belge du Coq située en Région flamande dans la province de Flandre-Occidentale. On l'appelle aussi Princesse des plages.

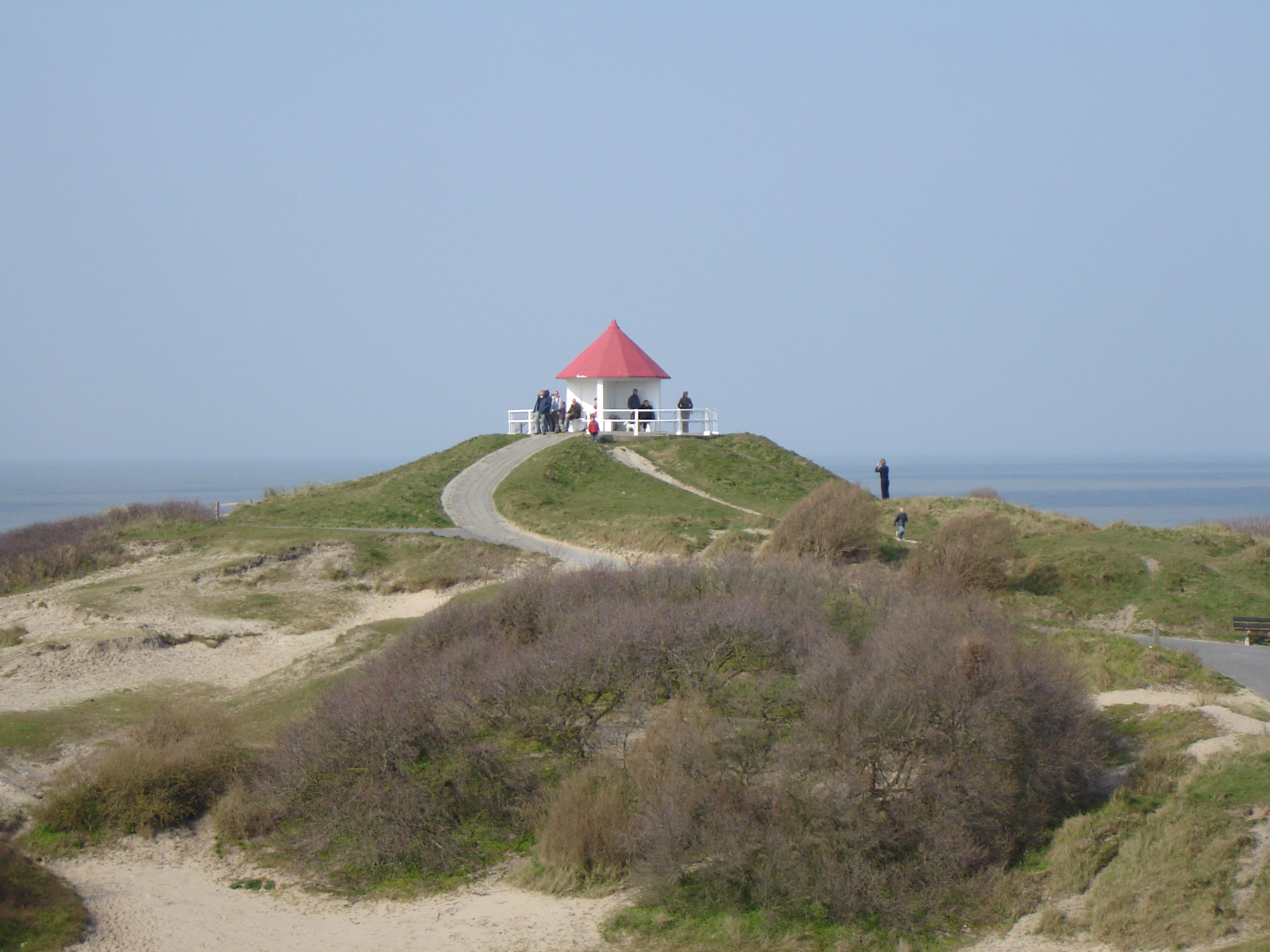
Le spioenkop

C'était une commune à part entière avant la fusion des communes de 1977.

## Géographie
Wenduine est une station balnéaire familiale située entre Le Coq et Blankenberge, desservie par le tramway de la côte belge.
Elle est surplombée par une petite cabane blanche à toit rouge, appelée spioenkop, construite sur une dune culminant à 31 mètres, la deuxième plus haute de la côte belge.

## Démographie

### Évolution démographique
- Sources : INS, Rem. : 1831 jusqu'en 1970 = recensements, 1976 = nombre d'habitants au 31 décembre[2].

## Environnement
Un projet de construction d'une île artificielle contenant un grand puits de 30 m de profondeur et destiné au stockage de l'électricité éolienne du champ éolien offshore proche de la mer du Nord (2 300 MW de capacité globale espérés en 2020) a été proposé début 2013 au comité portuaire de Zeebrugge, en remplacement des deux centrales nucléaires de la Centrale nucléaire de Doel et de celle de Tihange.
Cet atoll énergétique pourrait être situé à 3 km au large de la ville voisine de Wenduine. Il pourrait mesurer 2,5 km de diamètre et s'élever à dix mètres au-dessus du niveau de la mer. Le puits fonctionnerait à l'inverse du réservoir d'altitude d'une station de transfert d'énergie par pompage (STEP). Ses pompes de vidange seraient alimentées par les surplus d'électricité du parc éolien du port de Zeebrugge et aux parcs C-Power (54 turbines prévus pour fin 2013) et de Belwind (55 éoliennes) qui ont commencé à produire de l'électricité respectivement à partir de 2009 et de 2010 devant la ville de Zeebrugge, ainsi qu'un champ de Northwind (72 éoliennes en construction à partir de 2013), en cas de besoin d'électricité, ses turbines seraient alimentés par le retour d'eau de mer dans le puits. Le projet est rendu crédible par une faible profondeur du plancher marin et de nouvelles techniques de construction d'îles en mer éprouvées dans d'autres pays, dont avec le projet  aux Pays-Bas dans des conditions géologique, climatique et écopaysagères proches. L'île pourrait aussi accueillir des phoques, avoir une vocation de récif artificiel, présenter un intérêt pour la restauration de populations d'espèces halieutiques surexploités en Manche Mer du nord, voire servir elle-même de support à quelques éoliennes supplémentaires, mais elle devrait représenter 90 % du prix du projet qui nécessiterait la mise en place d'un consortium international, un délai de cinq ans de construction et l'établissement d'un lien avec le réseau électrique terrestre, ce qui pourrait se faire dans le cadre d'un plan d'aménagement spatial de la mer du Nord selon le journal Le Soir.

## Histoire

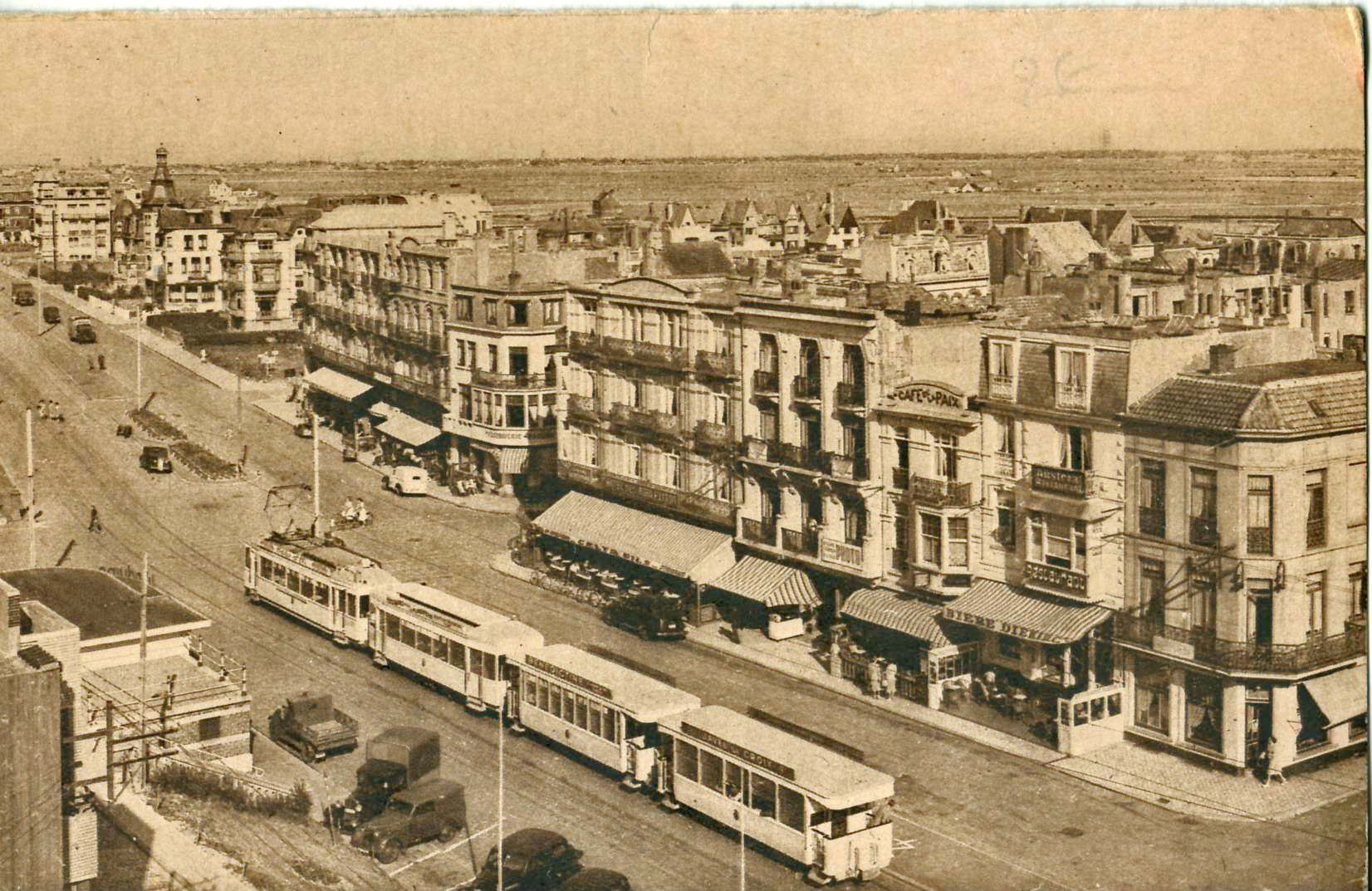
Wenduyne au tout début du XX

Le moulin à vent Hubert fut construit en 1880, par Jan Hubert, et est resté en service jusqu'en 1934
C'est à Wenduine et à Blankenberge que Jacques Brel a tourné son film Franz (1971) sorti le 4 février 1972 (avec Jacques Brel, Barbara et Danièle Évenou dans les rôles principaux).

## Galerie de photos

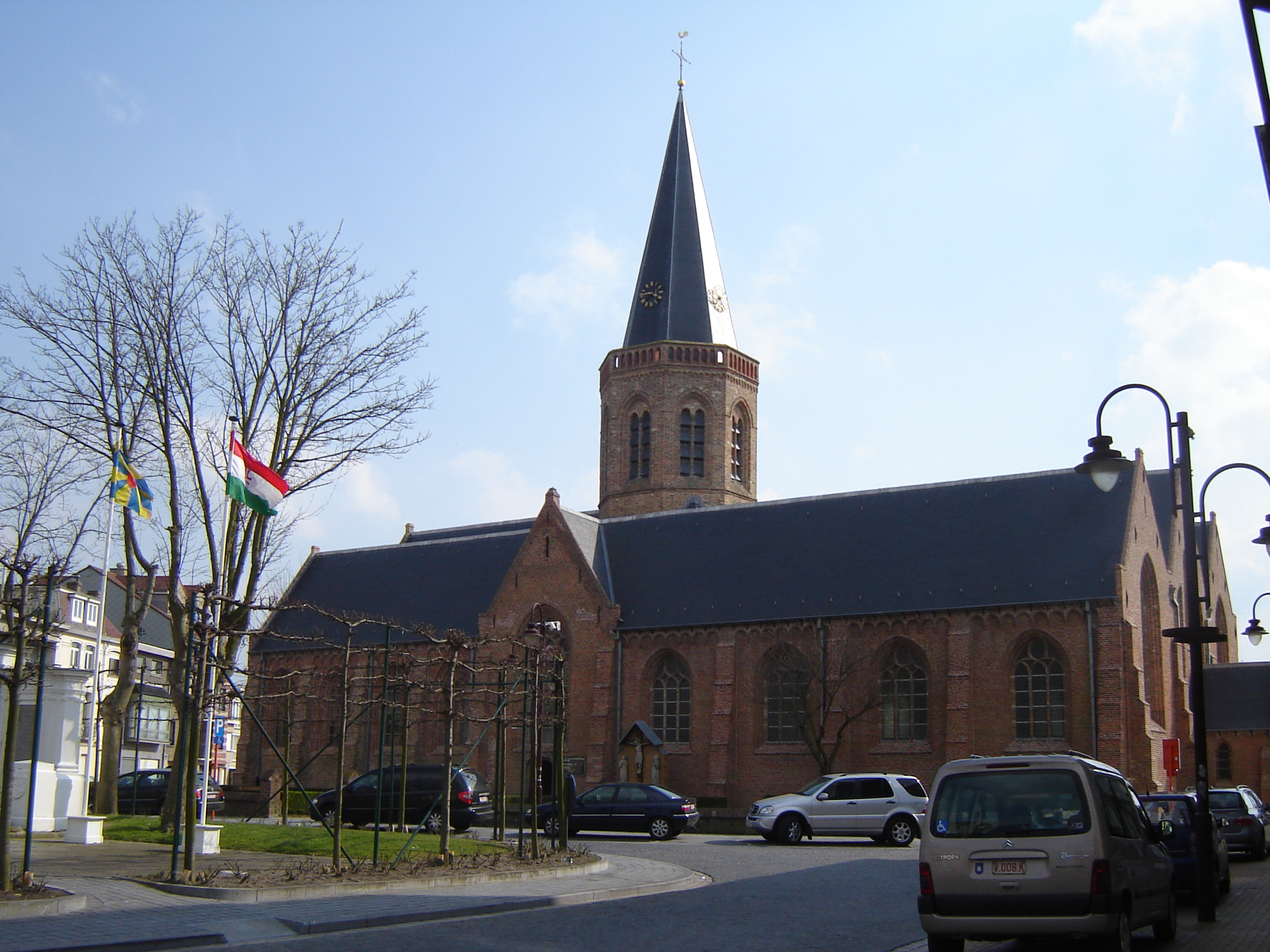
L'église de Wenduine
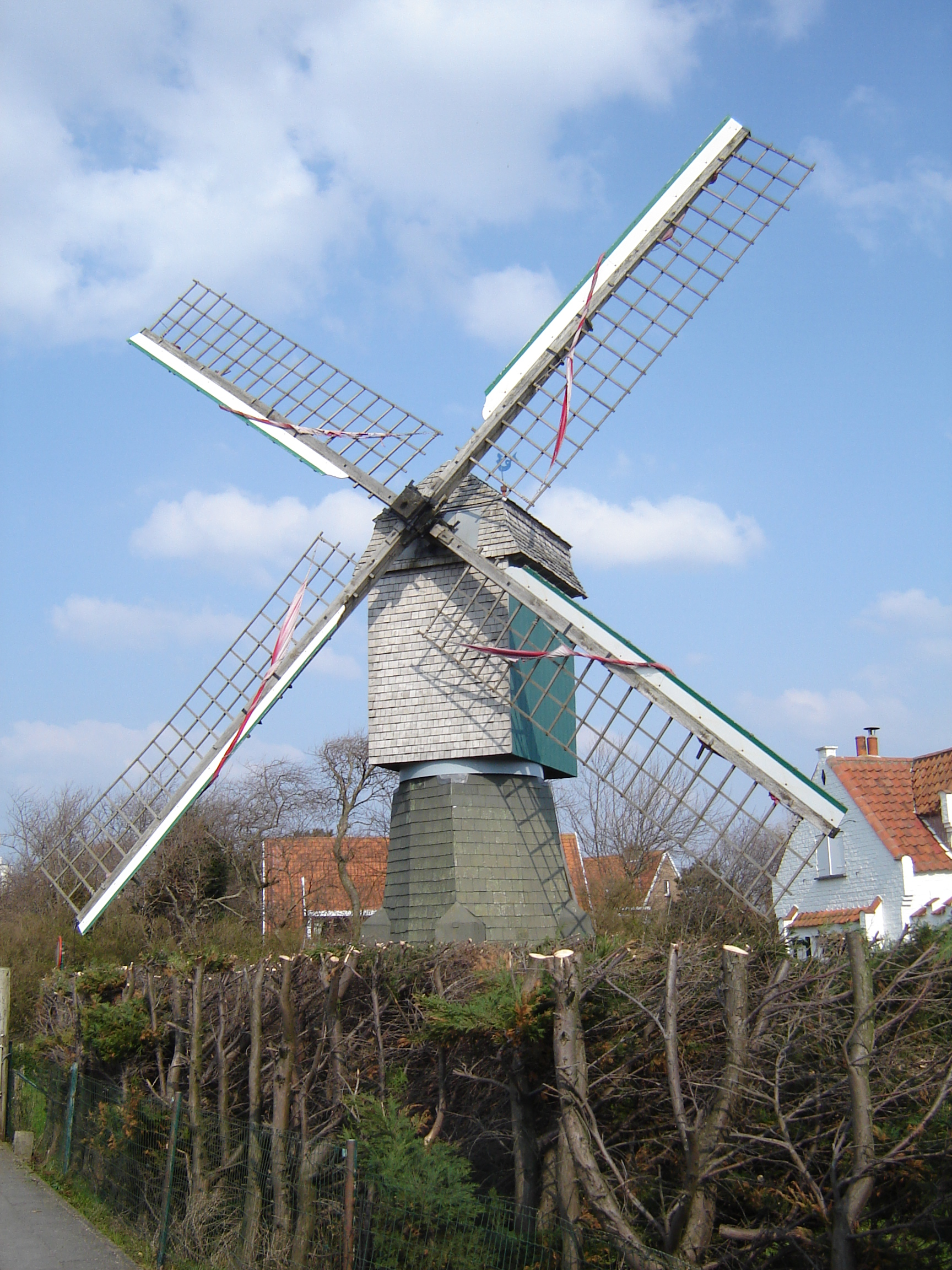
Le moulin
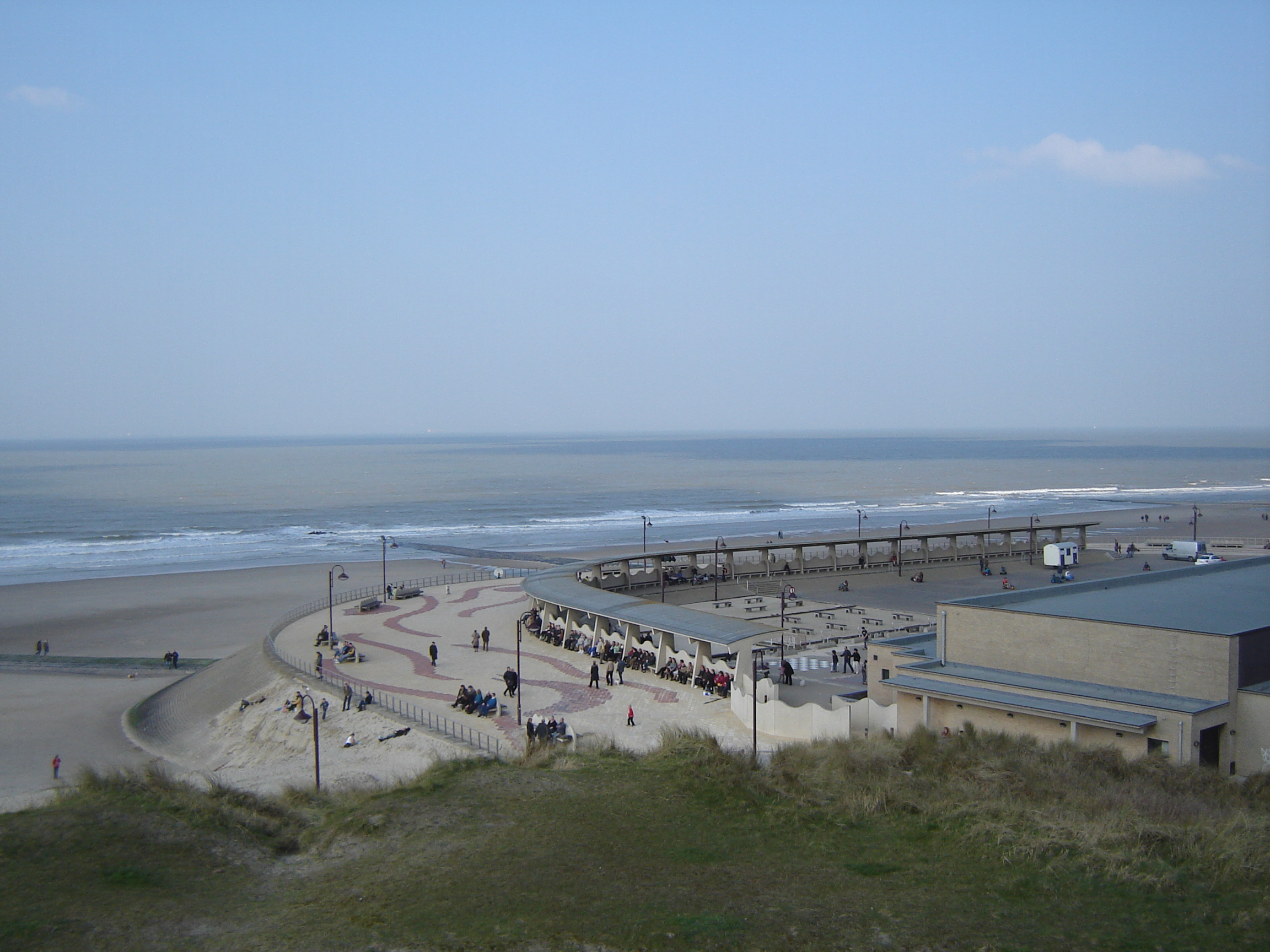
La rotonde et la plage de Wenduine vues du spioenkop
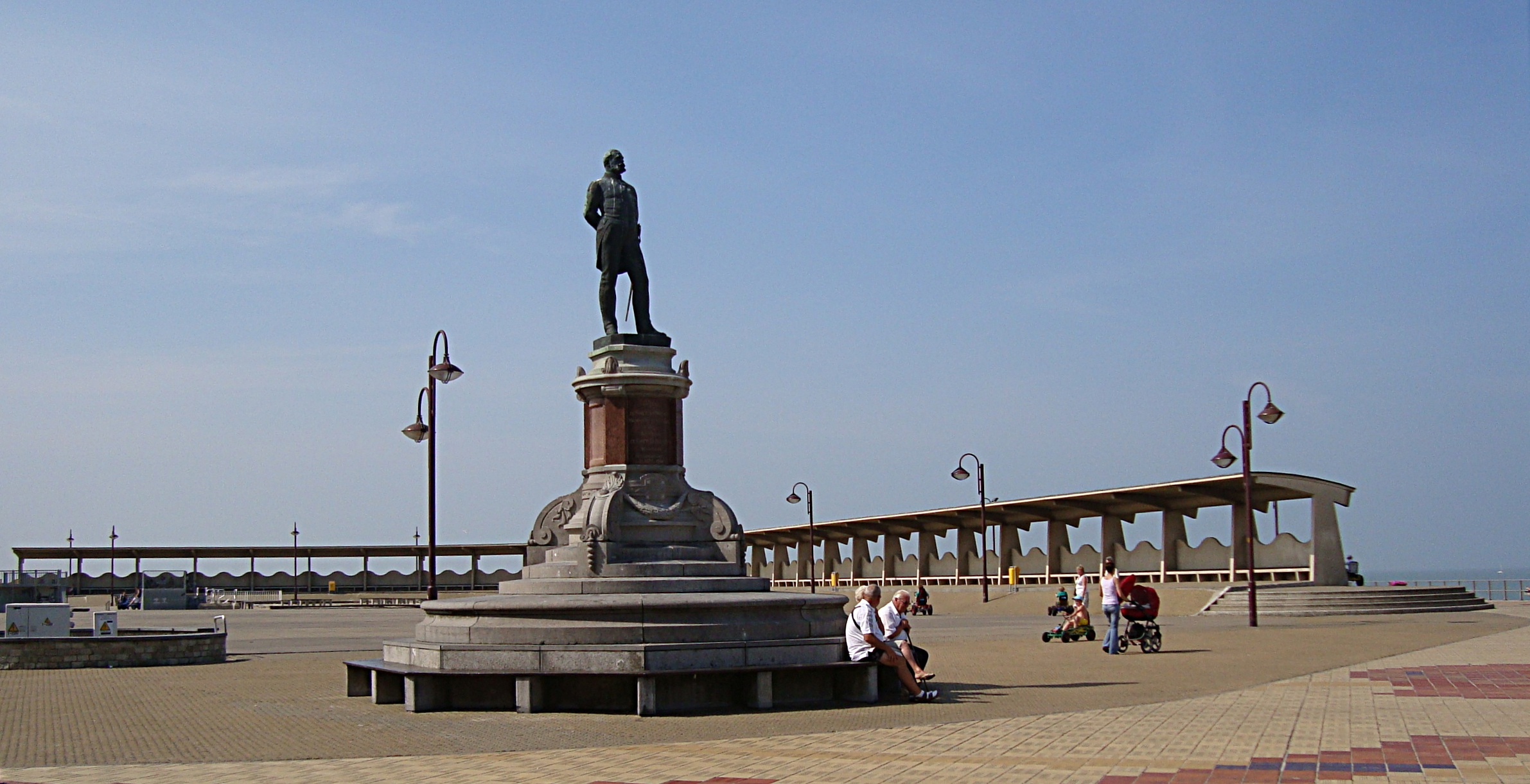
La rotonde et le front de mer
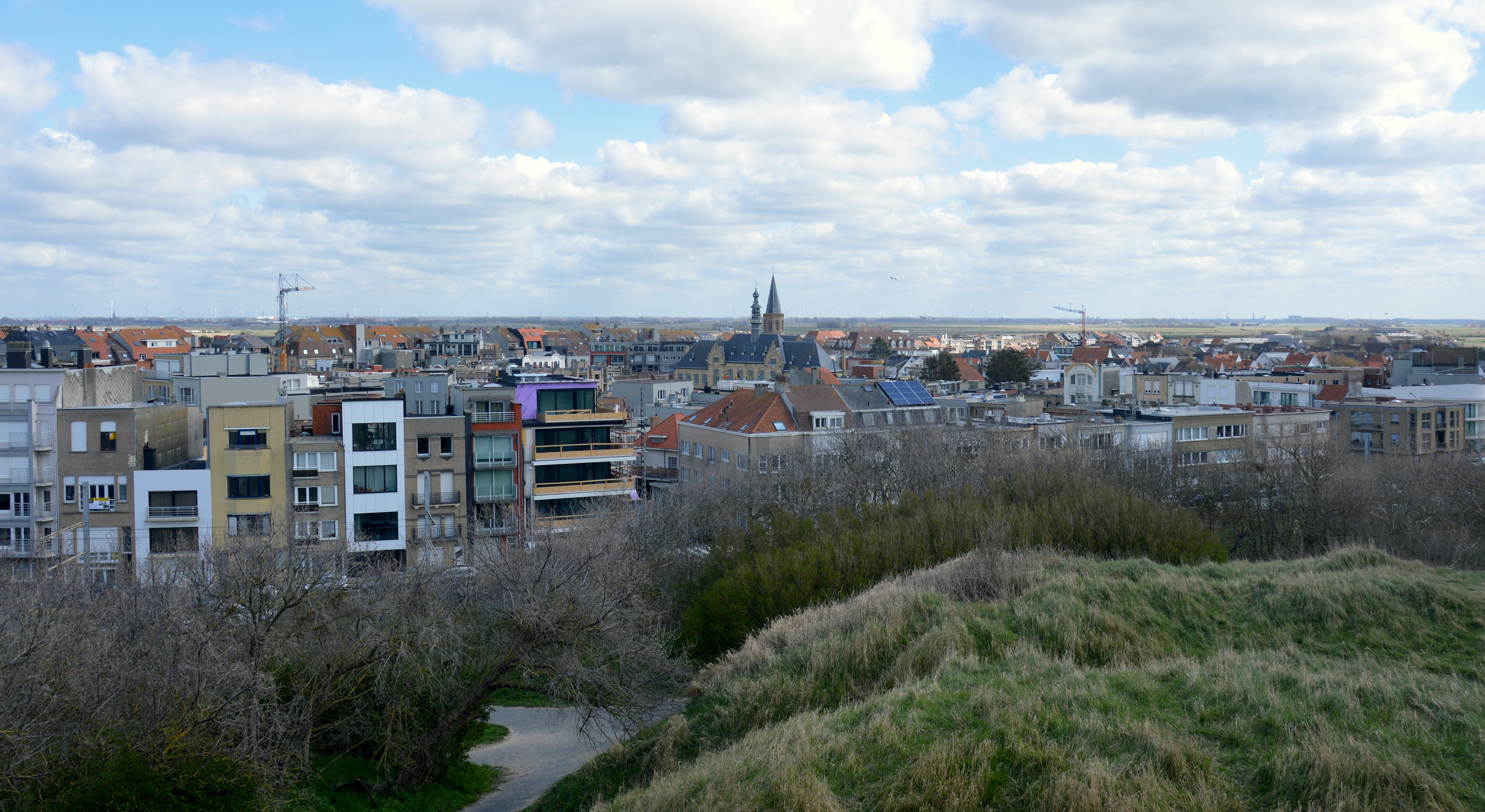
Vue de Wenduine du spioenkop
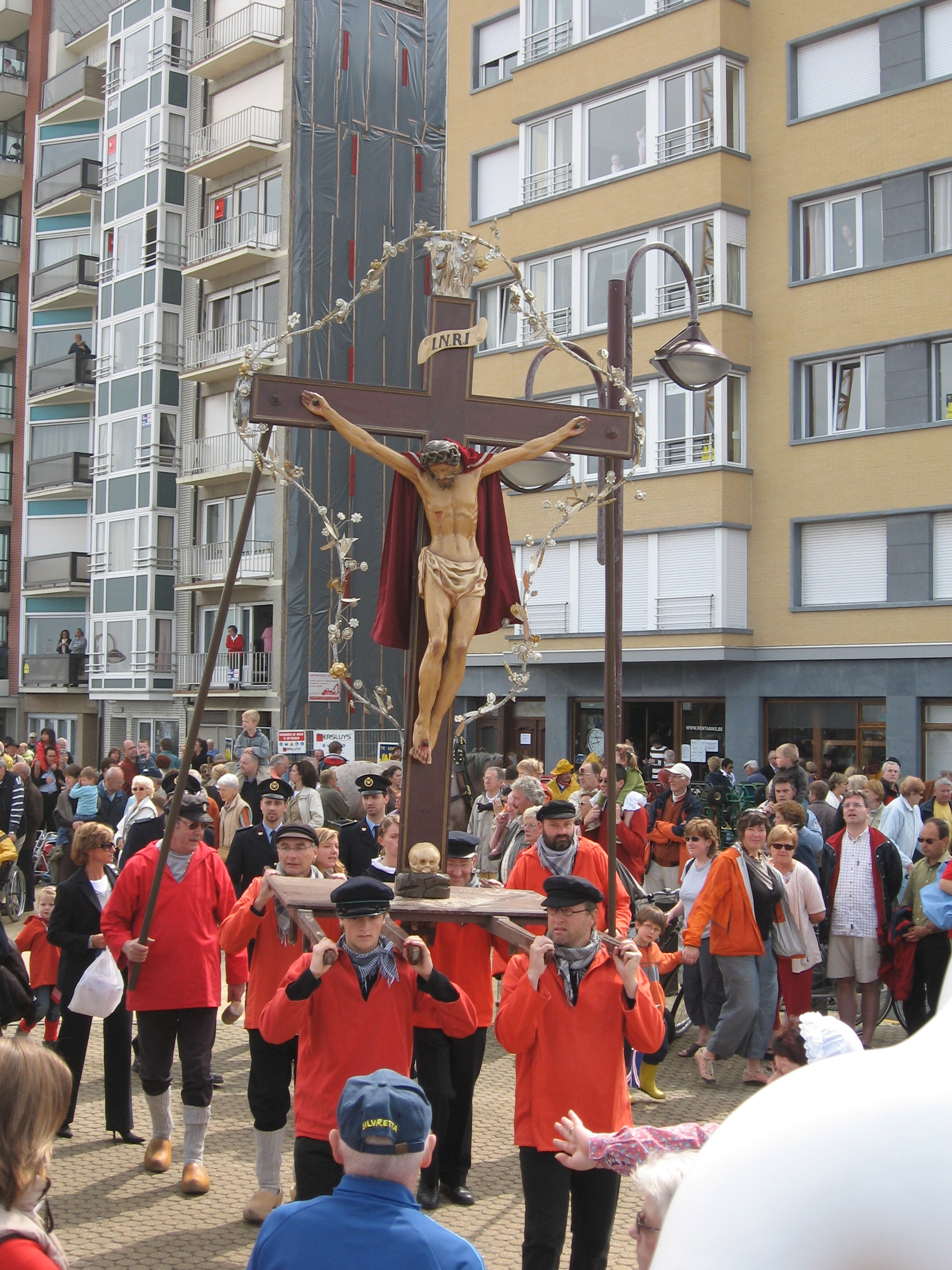
Procession de la mer à Wenduine

### Source
- (nl) Cet article est partiellement ou en totalité issu de l’article de Wikipédia en néerlandais intitulé « Wenduine » (voir la liste des auteurs).

- (nl) Cet article est partiellement ou en totalité issu de l’article de Wikipédia en néerlandais intitulé « Hubertmolen » (voir la liste des auteurs).